# Pace di Lomazzo

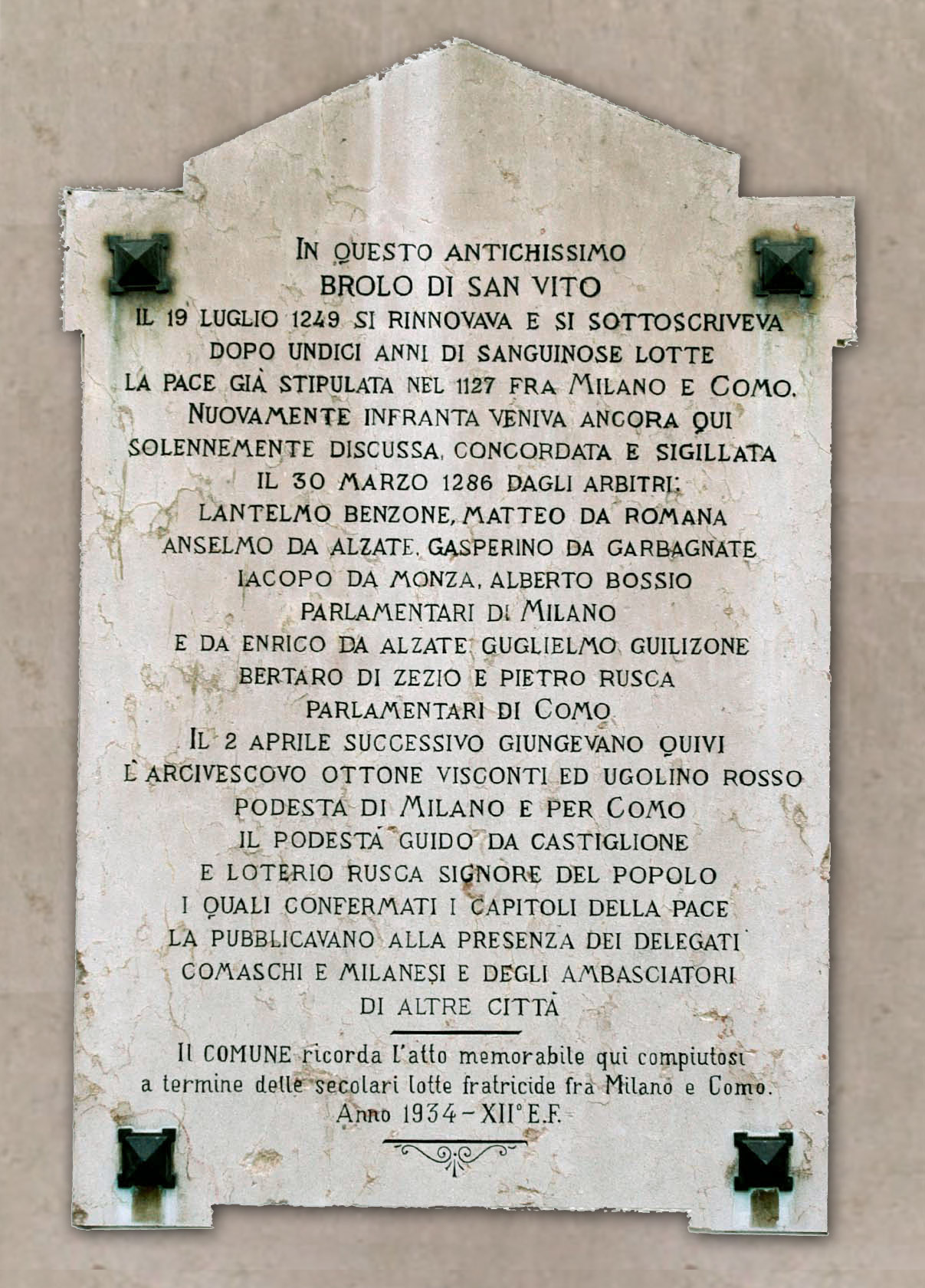
Lapide commemorativa della Pace di Lomazzo, stipulata a Lomazzo presso la piazza Brolo San Vito tra le città di Como e Milano nell'anno 1286

La pace di Lomazzo è un trattato di pace stipulato presso la località di Lomazzo fra i Liberi comuni di Como e di Milano il 30 marzo 1286 e promulgata il 2 aprile successivo dalle autorità delle due città.

## Lotta per la suddivisione del territorio

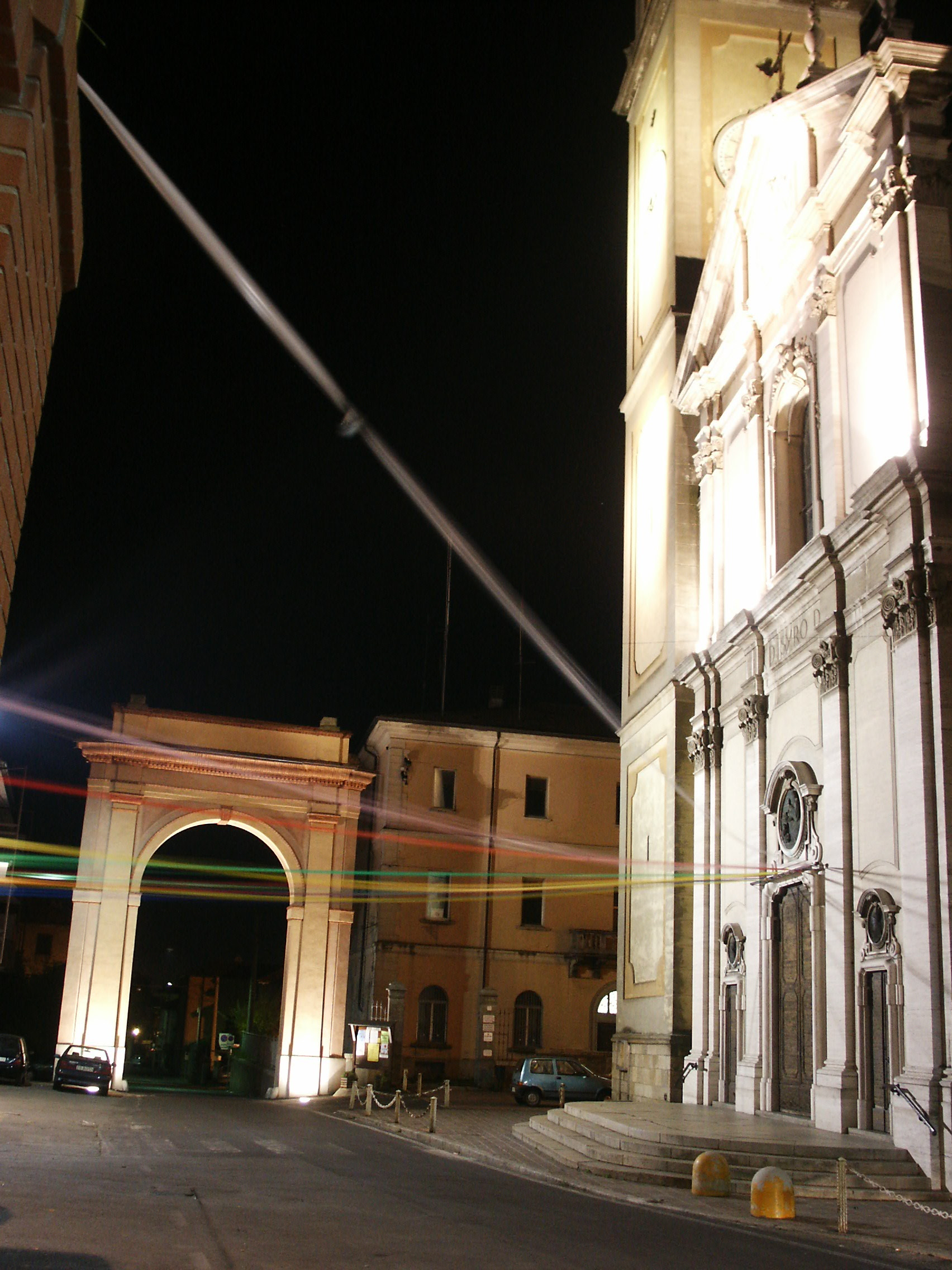
Lomazzo, l'Arco della Pace, nei pressi della chiesa di San Siro

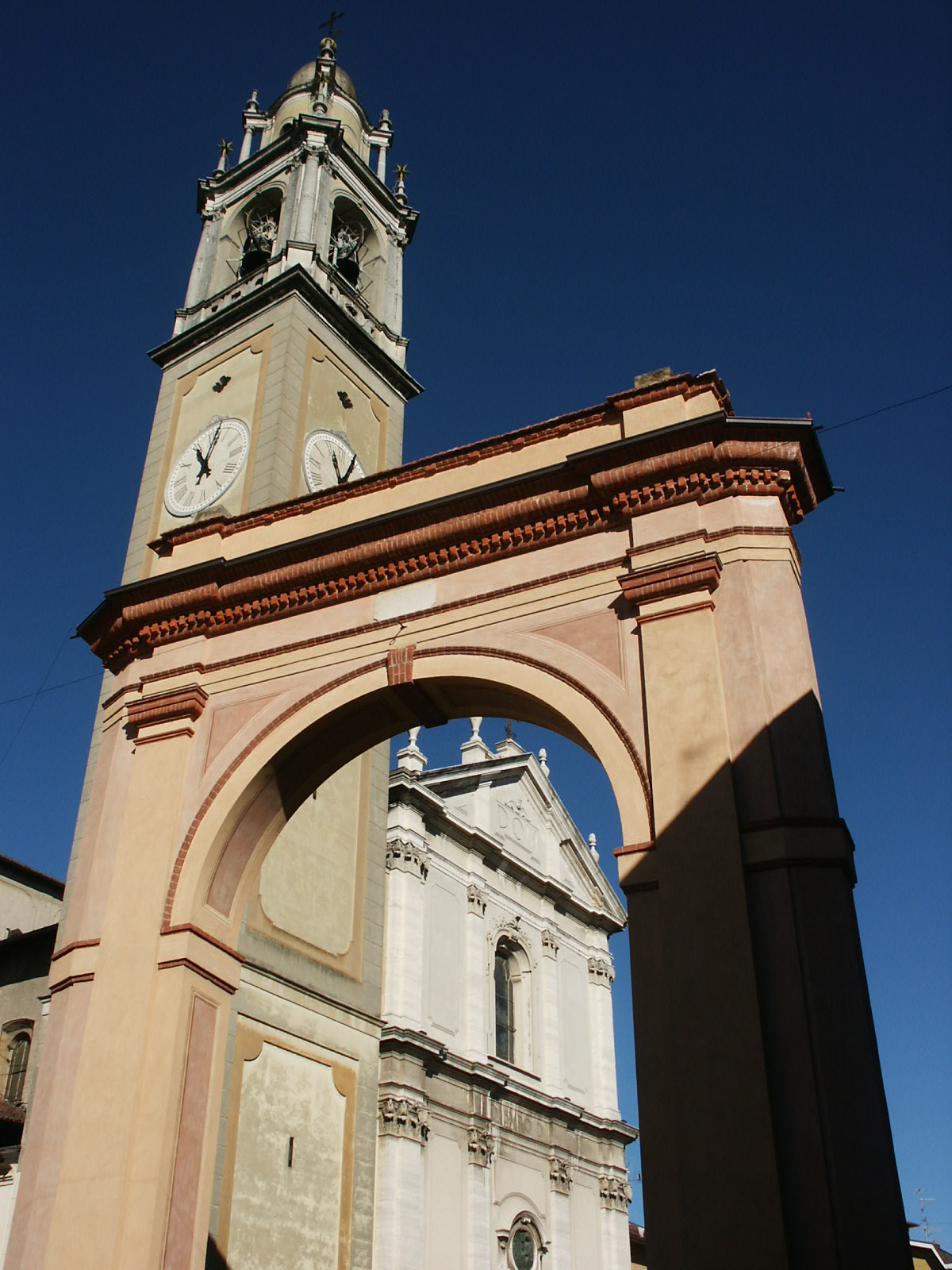
Lomazzo, l'Arco della Pace, nei pressi della chiesa di San Siro

Il territorio agricolo compreso fra le città di Como e Milano a partire dal VI secolo fu suddiviso fra il Contado della Martesana a est e il Contado del Seprio a ovest.

Con la progressiva decadenza dei conti del Seprio le due città di Como e Milano entrarono in contrasto per assicurarsi il controllo del territorio. Gli scontri sfociarono nella guerra decennale, terminata con un primo trattato di pace nel 1127 con il quale la città lariana venne saccheggiata e rasa al suolo e gli abitanti dispersi. 
La pace fu effimera e nel 1162 ripresero le lotte, scaturite dall'alleanza strategica di Como con l'Imperatore Federico I di Hohenstaufen detto "il Barbarossa" (in aperto contrasto con Milano), che condussero alla distruzione della città meneghina nello stesso anno e dell'isola Comacina nel 1169. 
La costituzione della Lega Lombarda vide le città di Como e Milano nuovamente contrapposte e gli scontri culminarono con la sconfitta della coalizione imperiale nella battaglia di Legnano del 1176.
 
Nuove lotte nella prima metà del XIII secolo portarono alla stipula di trattato di pace nel 1249, siglato a Lomazzo, sul confine ecclesiastico fra le diocesi di Como e Milano. Il trattato di pace del 1249 ridefiniva i confini del territorio di influenza e sanciva il ritorno della città di Bellinzona sotto il controllo comasco.

La contrapposizione fra Loterio Rusca, signore di Como e Ottone Visconti, arcivescovo di Milano, fece riaccendere le rivalità nel 1282. Dopo aver incendiato il palazzo vescovile e costretto il vescovo di Como a una precipitosa fuga, i Rusca incorsero nella scomunica, che fu loro inflitta a Lomazzo presso la chiesa di San Siro.

## Stipulazione della pace
Dopo quattro anni di lotte, il 26 febbraio 1286 fu "gridata tregua" per venti giorni. Finalmente il 30 marzo 1286 i parlamentari di Como e Milano trovarono un'intesa e il 2 aprile successivo giunsero a Lomazzo, Ottone Visconti e Loterio Rusca per pubblicare il trattato della pace alla presenza degli ambasciatori delle diverse città lombarde.

## L'Arco della Pace
All'inizio della strada che conduce da Lomazzo in direzione di Saronno, i Lomazzesi edificarono la struttura imponente dell'Arco della Pace, a imperitura memoria dell'evento della grande Pace di Lomazzo, che dopo essere stata sottoscritta presso il Brolo San Vito fu poi solennemente proclamata in territorio aperto, sulla strada da Lomazzo a Rovellasca e Saronno.
L'Arco, che da tempi immemorabili sorge all'entrata della città, dà testimonianza dell'importanza ottenuta da Lomazzo durante il passato ed è uno dei principali simboli del paese. La struttura originaria, ammalorata dai secoli, fu riedificata nel 1875 grazie ai contributi economici dei lomazzesi emigrati nelle Americhe.

## Lapide commemorativa
Nel 1934 il Comune di Lomazzo realizzò una lapide commemorativa dell'evento della pace di Lomazzo. La lapide, applicata sulla facciata di uno degli edifici di Brolo San Vito, recita:
«In questo antichissimo
Brolo di San Vito
il 19 luglio 1249 si rinnovava e si sottoscriveva
dopo undici anni di sanguinose lotte
la pace già stipulata nel 1127 fra Milano e Como.
Nuovamente infranta veniva ancora qui
solennemente discussa, concordata e sigillata
il 30 marzo 1286 dagli arbitri:
Lantelmo Benzone, Matteo da Romana
Anselmo da Alzate, Gasperino da Garbagnate,
Iacopo da Monza, Alberto Bossio
parlamentari di Milano
e da Enrico da Alzate, Guglielmo Guilizone,
Bertaro di Zezio e Pietro Rusca
parlamentari di Como.
Il 2 aprile successivo giungevano quivi
l'arcivescovo Ottone Visconti e Ugolino Rosso
podestà di Milano e per Como
il podestà Guido da Castiglione
e Loterio Rusca signore del popolo
i quali confermati i capitoli della pace
la pubblicavano alla presenza dei delegati
comaschi e milanesi e degli ambasciatori
di altre città.

Il Comune ricorda l'atto memorabile qui compiutosi
a termine delle secolari lotte fratricide fra Milano e Como.
Anno 1934 - XII E. F.»